# Кыргызстан на зимних Олимпийских играх 2014
Кыргызстан принимал участие в зимних Олимпийских играх 2014 года, которые проходили в Сочи с 7 по 23 февраля. Делегация была представлена одним спортсменом — горнолыжником Дмитрием Трелевским, который участвовал на второй Зимней Олимпиаде подряд. Команда также состояла из четырёх официальных лиц.
Из-за полученной травмы Дмитрий Трелевский не смог выступить на Олимпийских играх в Сочи. Его заменил 19-летний горнолыжник Евгений Тимофеев.

## Горнолыжный спорт
Спортсменов — 1
В соответствии с квотами FIS, опубликованными 20 января 2014, Кыргызстан квалифицировал на Олимпиаду одного атлета.
Мужчины
| Соревнование      | Спортсмены       | Скоростной спуск/ 1 спуск | Скоростной спуск/ 1 спуск | Слалом/ 2 спуск | Слалом/ 2 спуск | Всего   | Место |
| Соревнование      | Спортсмены       | Время                     | Место                     | Время           | Место           | Всего   | Место |
| ----------------- | ---------------- | ------------------------- | ------------------------- | --------------- | --------------- | ------- | ----- |
| Гигантский слалом | Евгений Тимофеев | 1:34,65                   | 68                        | 1:37,07         | 63              | 3:11,72 | 61    |
| Слалом            | Евгений Тимофеев | 1:02,47                   | 73                        | 1:12,96         | 41              | 2:15,43 | 41    |